# East Of Eden
East Of Eden（イースト・オブ・エデン）は、日本のガールズロックバンド。所属レーベルはワーナーミュージック・ジャパン。

## バンド名の由来
「日本の楽園で天下を獲ってから世界へ」という意味を込めて名付けたとAyasaはインタビューで答えている。

## メンバー

### 現メンバー
- Ayasa（あやさ、1991年10月19日 - 、33歳）
  - ヴァイオリン担当。
  - 東京都出身。桐朋学園大学音楽学部弦楽器専攻卒業出身。
  - YouTubeのAyasa channel[2][3]にて、「ヲタリスト Ayasa」としてヴァイオリンでカバーした動画を公開している。
  - 2020年3月より、『BanG Dream!』プロジェクトのバンドユニット「Morfonica」の八潮瑠唯役を担当。現実にバンド活動を行い、バイオリンを担当する[4]とともに、声優にも挑戦した[5]。
- 湊あかね（みなと あかね、1990年3月20日 - 、35歳）
  - ボーカル担当。
  - 出生から幼稚園まで和歌山県で過ごし、後に神奈川県へ移住[6]。
  - 2010年11月、prediaのメンバーとなり2022年6月5日の解散までメインボーカルを務めた。
- Yuki（ゆき、1987年12月6日 - 、37歳）
  - ギター担当。
  - 兵庫県神戸市出身。
  - 2009年からD Driveのギタリストとして活動。
- MIZUKI（みずき、1991年6月24日 - 、34歳）　　
  - ドラムス担当。
  - 北海道出身。
  - 2017年から2023年まで真空ホロウのドラムスとして活動。2022年からLonesome Blueとして活動。
  - 川田まみ、LOVERSSOUL、LoVendoЯ、AKINO from bless4、田所あずさ等のバックバンドやサポートなどを行っている。
- MINA（みな、2000年9月20日 - 、24歳)
  - ベース担当。
  - 大阪府出身。
  - 2015年から2021年までガールズバンドGIRLFRIENDのベースとして活動。
  - AuDee『明治ミルクチョコレートpresents MINAの軽音部』を担当している[7]。

### 旧メンバー
- わかざえもん（わかざえもん、1997年9月29日 - 、27歳）
  - ベース担当。
  - 静岡県出身（正式には東京生まれ静岡育ち）。
  - 2017年から2018年まで.(dot)anyのベースとして活動。2019年から2024年までコロナナモレモモのメンバー。
  - マーティ・フリードマンのツアーベーシストとしても活動している。
  - 2024年11月29日に行われたLINE CUBE SHIBUYA公演をもって脱退。

## 来歴
2023年
- 8月8日、配信シングル「Evolve [Extended Version]」をリリース。同時に公式チャンネルが開設し、Music Videoの公開がスタートした。
- 10月8日、初ワンマンライブをZepp DiverCity（TOKYO）で開催。
- 12月10日、メジャー1stミニアルバム『Forbidden Fruit -1st piece-』を、CD&配信同時リリース。

2024年
- 12月10日、一周年記念ライブ「East Of Eden Anniversary Live "1st."」をもってわかざえもんが脱退したことを発表。
- 12月24日、新ベーシストとしてMINAの加入を発表。

2025年
- 1月1日、ワーナーミュージックジャパンへの移籍を発表。
- 3月19日、公式YouTubeチャンネルの登録者数が10万人を突破
- 4月18日、公式YouTubeの総再生回数が1000万再生を突破

## 作品

### ミュージックビデオ
| リリース日     | タイトル                  | 監督                      | 出演（メンバー以外）                               | 備考                              |
| 2023年8月8日   | Evolve [Extended Version] | 竹山尚希(Limitmaker film) |                                                    |                                   |
| 2023年11月22日 | This Moment               | 竹山尚希(Limitmaker film) |                                                    |                                   |
| 2023年12月20日 | 花美 -Hanabi-             | 竹山尚希(Limitmaker film) |                                                    |                                   |
| 2024年4月24日  | Judgement Syndrome        | 井上強(MAZRI Inc.)        |                                                    |                                   |
| 2024年6月5日   | Chasing The Moon          | 神谷裕史                  |                                                    |                                   |
| 2024年7月24日  | CROSS∞ROADS               | 井上強(MAZRI Inc.)        | Shi-h☆, Rena Uzawa, rea, Chisato Takahashi, Narume |                                   |
| 2025年1月15日  | Shooting Star             | 角谷アキラ(Geek Pictures) |                                                    |                                   |
| 2025年2月19日  | Darkside Lotus            | VJ: URBAN SOUL RELAX      |                                                    | VISUALIZER （メンバーの出演なし） |
| 2025年3月12日  | IKIZAMA                   | 野上虎太郎(Grafica inc.)  |                                                    |                                   |

### タイアップ
| 楽曲               | タイアップ                                              | 時期   | 備考 |
| ------------------ | ------------------------------------------------------- | ------ | ---- |
| Judgement Syndrome | BS-TBSドラマ「御社の乱れ正します！」エンディングテーマ  | 2024年 |      |
| タイトル未定       | BS-TBSドラマ「御社の乱れ正します！2」エンディングテーマ | 2025年 |      |

### 参加作品
| 発売日       | 商品名                               | 規格品番                                                       | 楽曲       | 備考 |
| ------------ | ------------------------------------ | -------------------------------------------------------------- | ---------- | ---- |
| 2025年5月1日 | 中森明菜トリビュートアルバム『明響』 | WPCL-13646（2CDデラックス・エディション） WPCL-13648（通常盤） | Tango Noir |      |

## 出演

### ワンマンライブ
| 公演名                                                     | 公演日         | 会場                                                       | 備考     |
| ---------------------------------------------------------- | -------------- | ---------------------------------------------------------- | -------- |
| East Of Eden -World Premiere Special Showcase 2023-        | 2023年10月8日  | Zepp DiverCity(Tokyo)（東京都）                            |          |
| East Of Eden - World Premiere Special Showcase -「Encore」 | 2024年3月19日  | Zepp Haneda(Tokyo)（東京都）                               |          |
| East Of Eden 1st Live Tour - Forbidden Fruit -             | 2024年6月7日   | なんばHatch（大阪府）                                      |          |
| East Of Eden 1st Live Tour - Forbidden Fruit -             | 2024年6月22日  | 豊洲PIT（東京都）                                          |          |
| East Of Eden 1st Live Tour - Forbidden Fruit -             | 2024年6月28日  | 名古屋ダイアモンドホール（愛知県）                         |          |
| East Of Eden Anniversary Live "1st."                       | 2024年11月29日 | LINE CUBE SHIBUYA（東京都）                                |          |
| East Of Eden Spring Tour 2025 〜 Seeds Of Hope 〜          | 2025年3月15日  | Zepp Nagoya（愛知県）                                      |          |
| East Of Eden Spring Tour 2025 〜 Seeds Of Hope 〜          | 2025年3月16日  | Zepp Namba（大阪府）                                       |          |
| East Of Eden Spring Tour 2025 〜 Seeds Of Hope 〜          | 2025年3月19日  | Zepp DiverCity(Tokyo)（東京都）                            |          |
| East Of Eden Spring Tour 2025 〜 Seeds Of Hope 〜          | 2025年3月20日  | Zepp DiverCity(Tokyo)（東京都）                            |          |
| East Of Eden Spring Tour 2025 〜 Seeds Of Hope 〜          | 2025年3月29日  | バンダイナムコ上海文化センタードリームホール（中国・上海） |          |
| East Of Eden Spring Tour 2025 〜 Seeds Of Hope 〜          | 2025年4月8日   | KT Zepp Yokohama（神奈川県）                               | 追加公演 |
| East Of Eden Special Live 2025 〜 PURPLE ROSE Session 〜   | 2025年10月10日 | 日本橋三井ホール（東京都）                                 |          |
| East Of Eden Special Live 2025 〜 PURPLE ROSE Session 〜   | 2025年10月11日 | 日本橋三井ホール（東京都）                                 |          |

### その他ライブ・イベント
| イベント名                                                                                   | 公演日         | 会場                                 | 備考                 |
| -------------------------------------------------------------------------------------------- | -------------- | ------------------------------------ | -------------------- |
| THE BONDS 2024-GIGANTIC TOWN MEETING-                                                        | 2024年4月13日  | UMEDA CLUB QUATTRO（大阪府）         |                      |
| 75th Anniversary Takara Records Presents Rock It Loud!2024 Marty Friedman × East Of Eden     | 2024年5月12日  | 桜坂セントラル（沖縄県）             |                      |
| TOKYO METROPOLITAN ROCK FESTIVAL 2024                                                        | 2024年5月18日  | 若洲公園（東京都）                   |                      |
| East Of Eden Fan Meeting 〜 楽園へようこそ Vol.1 〜                                          | 2024年7月29日  | ヒューリックホール東京 （東京都）    | ファンクラブイベント |
| イナズマロック フェス 2024                                                                   | 2024年9月21日  | 烏丸半島芝生広場（滋賀県）           |                      |
| JAPAN JAM 2025                                                                               | 2025年5月5日   | 蘇我スポーツ公園（千葉県）           |                      |
| LOVE at FIRST SIGHT                                                                          | 2025年6月13日  | Zepp Fukuoka（福岡県）               |                      |
| East Of Eden Fan Meeting 〜 楽園へようこそ Vol.2 〜                                          | 2025年8月23日  | ヒューリックホール東京 （東京都）    | ファンクラブイベント |
| every sonic 2025                                                                             | 2025年9月10日  | 豊洲PIT（東京都）                    |                      |
| AFTER GAME FIELD                                                                             | 2025年9月15日  | エスコンフィールドHOKKAIDO（北海道） |                      |
| 「御社の乱れ正します！２」×「East Of Eden」Special Talk Live 〜 Bar PURPLE ROSEへようこそ 〜 | 2025年10月11日 | 日本橋三井ホール（東京都）           |                      |
| メシアフェスティバル2025 ♀                                                                   | 2025年10月13日 | Spotify O−EAST（東京都）             |                      |

### テレビ
- 2024年4月16日　BS-TBSドラマ「御社の乱れ正します！」（カメオ出演）
- 2025年3月22日　TOKYO MX「音ボケPOPS」
- 2025年3月26日　TBS「PLAYLIST」
- 2025年4月6日　NHK WORLD-JAPAN「J-MELO」

### ラジオ
- 2025年3月12日～　LOVE FM（福岡）「East Of Eden の IKIZAMA」（毎月第2・4・5 水曜日 19:00～）
- 2025年7月28日・8月4日・8月11日　FMみっきぃ（神戸）「毛利俊之のGPラジオ」